# Vanderhall Motor Works
Vanderhall Motor Works (ou Vanderhall) est un constructeur de motocycles à trois roues américain fondé en 2010 par Steve Hall, ancien designer de Novatek.

## Histoire
Vanderhall est créé en 2010 par Steve Hall et installée dans la commune de Provo, dans l'Utah. L'entreprise produit des véhicules à trois roues, deux à l'avant et une à l'arrière, à moteur avant, à l'image de la Morgan 3-Wheeler.
Steve Hall a commencé le développement de ses modèles à partir de 2010. Le premier prototype était une monoplace motorisée par un quatre cylindres de 1 000 cm3 de 185 ch provenant d'une moto, la Kawasaki ZX-10R. Le prototype suivant est équipé d'un moteur de Yamaha YZF R1, et le suivant d'un moteur Rotax. Pendant six ans, les équipes de Vanderhall Motor Works vont développer 40 prototypes avant de commercialiser leur premier trike inversé.

## Gamme

### Vanderhall Laguna
La Vanderhall Laguna est le premier modèle produit par Vanderhall Motor Works à partir de 2016. La Laguna est un tricycle (ou autocycle) à deux places côte à côte.
Elle est motorisée par un 4 cylindres 1,4 l turbocompressé d'origine General Motors (GM) de 200 ch placé à l'avant, associé à une boite séquentielle à 6 rapports, et bénéficie d'une traction.
La Laguna reçoit des jantes de 19 pouces, des sièges chauffants, la climatisation ainsi qu'un système audio avec connectivité Bluetooth. Sa carrosserie entièrement en carbone est posée sur un châssis en aluminium et elle est construite à la main, ce qui explique son prix élevé (77 000 $) et la classe dans les véhicules premium.

### Vanderhall Venice
La Vanderhall Venice est le second modèle produit par Vanderhall Motor Works, à partir de 2017.

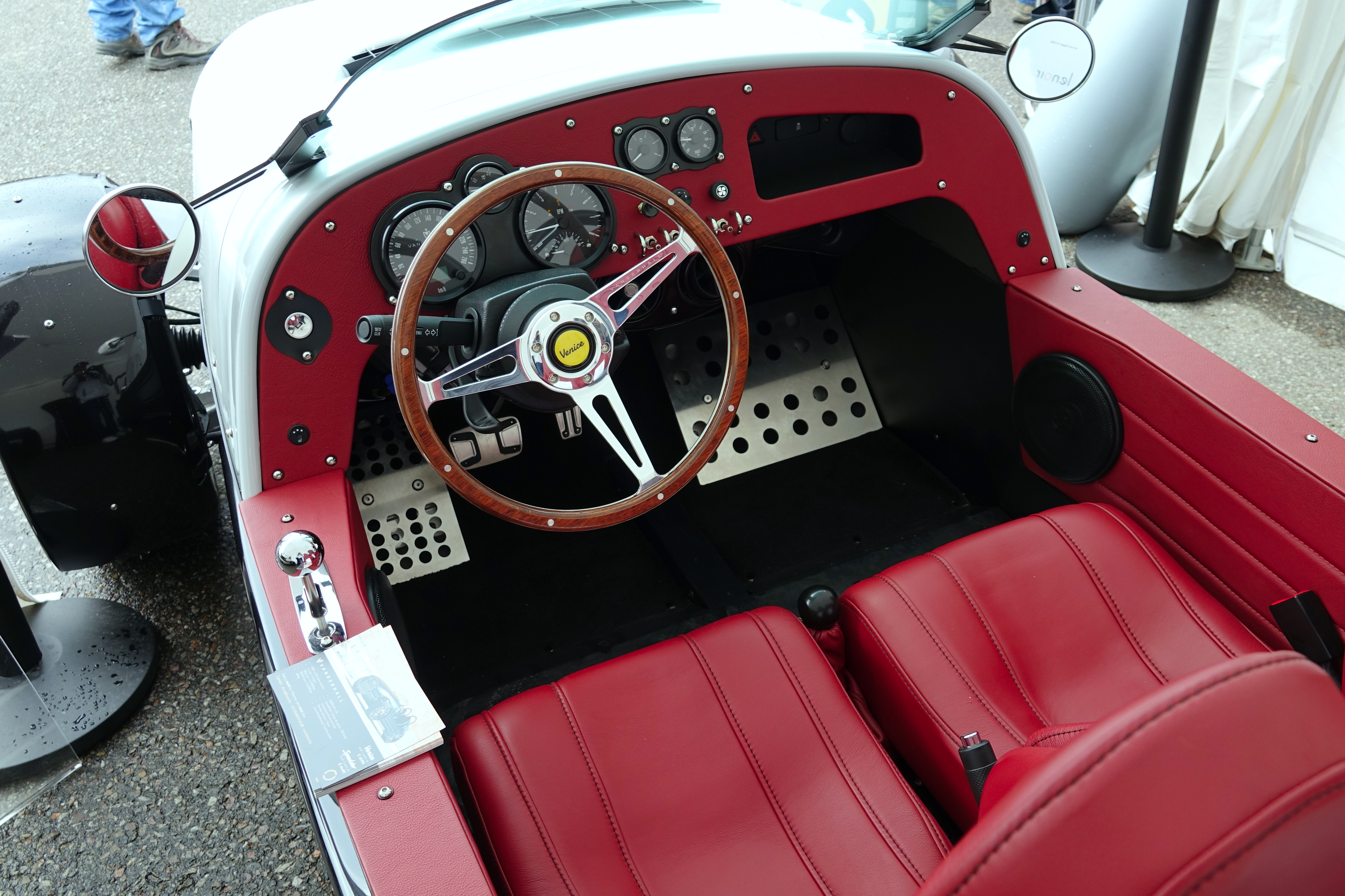
Planche de bord de la Venice

Toujours construite à la main dans l'usine de l'Utah comme la Laguna à partir d'un châssis aluminium, elle se différencie par sa carrosserie en composite afin de baisser son tarif de vente (29 950 $). Dans le même objectif, les portes sont supprimées, la planche de bord est simplifiée et les jantes sont en 18 pouces.
Le moteur 1,4 litre Ecotec, identique à celui qui équipe la Chevrolet Cruze passe à 180 ch, couplé à une boîte automatique à six vitesses, séquentielle en option. La répartition du poids est de 70 % à l'avant et 30 % à l'arrière.
En 2019, le 4-cylindre atmosphérique 1.4 est remplacé par un 4-cylindres turbocompressé de 1,5 litre GM d'une puissance de 194 ch, avec une mise à niveau optionnelle permettant de passer à 220 ou 250 ch.

#### Finitions
- Venice Blackjack
- Venice
- Venice GT
- Venice GTS

### Vanderhall Venice Speedster
La Vanderhall Venice Speedster est la version monoplace de la Venice.
La place passager est remplacée par un panneau de carrosserie en composite qui vient se terminer au dessus de la planche de bord, et le pare-brise est réduit.

### Vanderhall Edison²
Présentée en 2017 au Consumer Electronics Show de Las Vegas, la Vanderhall Edison² est la version électrique de Vanderhall Motor Works, basée sur la Venice.
L'Edison² est équipée de deux moteurs électriques de 52 kW fournissant une puissance cumulée de 180 ch, alimentés par une batterie lithium-ion de 28,8 kW. Sa production est arrêtée en 2021.

### Vanderhall Carmel
En 2019, le constructeur américain lance la Vanderhall Motor Works Carmel. 
La Carmel est une version plus luxueuse qui revient aux sources de la marque avec, comme la Laguna, des portes pour faciliter l'accès à bord. Elle reçoit des équipements de confort supplémentaires, son poste de pilotage est plus large et elle est motorisée par un quatre cylindres de 1.5 l, toujours associé à la boîte automatique à 6 rapports.
La Carmel bénéficie d'une répartition du poids de 70 % à l'avant et 30 % à l'arrière. Elle est équipée de jantes de 19 pouces, de sièges chauffants, d'une connexion Bluetooth et de phares à leds.

#### Finitions
- Carmel Black Jack
- Carmel
- Carmel GT
- Carmel GTS

### Vanderhall Brawley
Le Brawley est un véhicule tout-terrain électrique présenté à l'été 2021 et produit à partir de 2022.
Il est équipé de quatre moteurs électriques implantés dans chacune des roues, d'une puissance totale de 410 ch. Les quatre roues sont directrices et lui permettent de rouler en mode « crabe » avec les 4 roues orientées dans le même sens, ou en mode « tank » avec les deux roues d'un côté qui avancent et les deux autres qui reculent pour tourner sur lui-même.